# Cha Cha Cha (canção)

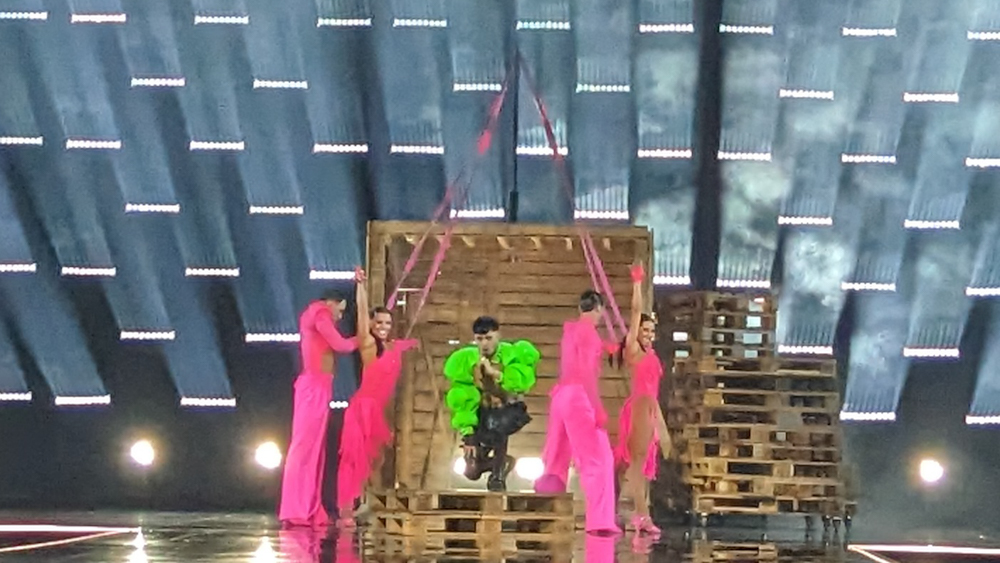
Atuação de Käärijä durante o ensaio geral da final do Festival Eurovisão da Canção 2023.

"Cha Cha Cha" é uma canção do rapper Käärijä que representou a Finlândia no Festival Eurovisão da Canção 2023, após a sua vitória na final nacional a 25 de fevereiro de 2023.

## Lista de posições

### Charts semanais
| Lista (2023)                        | Melhor Posição |
| ----------------------------------- | -------------- |
| Finlândia (Suomen virallinen lista) | 1              |
| Islândia (Plötutíðindi)             | 15             |
| Lituânia (AGATA)                    | 11             |
| Suécia (Sverigetopplistan)          | 13             |